# Discounted-Utility-Modell
Das Discounted-Utility-Modell (kurz DU-Modell bzw. deutsch diskontierte Nutzentheorie, oder etwa Nutzendiskontierungsmodell) ist ein dominierendes Konzept intertemporärer Wahlhandlungen in der Mikroökonomie. Das Modell geht auf den Wirtschaftsnobelpreisträger Paul A. Samuelson (1936) zurück und ist aktuell Ausgangspunkt von Kritik und Verbesserungen der Verhaltensökonomie. Durch das DU-Modell werden in der vorherrschenden Theorie Entscheidungen von Menschen, in denen Zeit eine Rolle spielt, erklärt.

## Das Modell
Individuen möchten ihren Nutzen maximieren, dieser wird durch die Nutzenfunktion {\displaystyle u=u(c_{0},c_{1},\ldots ,c_{t})} dargestellt. Dabei repräsentiert {\displaystyle c_{t}} den Konsum der jeweiligen Periode, genauer der {\displaystyle t}-ten Periode, somit ist {\displaystyle u} abhängig von {\displaystyle c}. Weil zukünftiger Konsum nicht denselben Nutzen stiftet wie gegenwärtiger, sondern weniger, wird dieser Nutzen abgezinst. Dadurch kann der Nutzen aus zukünftigem Konsum mit dem des heutigen Konsums vergleichbar gemacht werden. Der Diskontfaktor wird durch {\displaystyle \beta ={\frac {1}{1+i}}} dargestellt. {\displaystyle i} ist der persönliche Zinssatz. Ein hoher Zins resultiert durch eine hohe Gegenwartspräferenz. Somit ergibt sich die Formel
{\displaystyle u(c_{0},c_{1},\ldots ,c_{t})=\sum _{t=0}^{T}\beta ^{t}u(c_{t})},
um den gegenwärtigen Nutzen aus dem gesamten Nutzens zukünftigen Konsums eines Individuums zu modellieren. In vielen Versuchen wird eine stetige Verzinsung unterstellt. Begründen lässt sich dies dadurch, dass jeder Anspruch auf Konsum in jeder Zeiteinheit Nutzen bringen würde.

## Annahmen
Einige Annahmen müssen im Vorfeld getroffen werden.
- Nutzenfunktionen werden unterstellt. Durch abnehmenden Grenznutzen wird nicht der komplette potenzielle Konsum in der ersten Periode konsumiert.
- Unabhängigkeit im Nutzen wird angenommen. Der gesamte Nutzen ergibt sich aus der Summe der diskontierten Nutzen jeder einzelnen Periode. Über die Verteilung dieses Nutzens werden jedoch keine Annahmen gemacht. Es ist vielleicht nicht im Interesse eines Individuums wenn der zukünftige Nutzen stark variiert. Der Nutzen aus der Vorperiode kann einen Einfluss auf den Nutzen der nächsten Periode haben. Derselbe gesamte Nutzen eines Zustands könnte somit exakt äquivalent eines anderen Zustands sein und das Individuum ist nicht indifferent. Dies stellt einen Widerspruch dar.
- Unabhängigkeit im Konsum wird angenommen. Der Nutzen aus dem Konsum der Vorperiode hat keinen Einfluss auf den Nutzen des Konsums in der nächsten Periode. Beispielhaft würde es den Nutzen nicht ändern wenn das Individuum jeden Tag dasselbe konsumieren würde.
- Konstante Diskontfaktoren für alle Güter.
- Zeitkonsistenz wird unterstellt.
- Positive Zeitpräferenz wird angenommen. Der Zeithorizont ist meistens Entwertungsfaktor, es wird also von Gegenwartspräferenz ausgegangen. Damit präferieren Individuen heutige Auszahlungen oder Erfahrungen gegenüber späteren.